# Хакан-Кимак
Хакан-Кимак — исчезнувший средневековый азиатский город, стоявший на территории Казахстана, столица Кимакского каганата. Вместе с другим городом, Имакией, располагался на Иртыше, недалеко от места существования современного казахстанского города Павлодара. Город основан в начале IX века. Хакан-Кимак был представлен Аль-Идриси в своих путешествиях и трудах.
Хакан-Кимак — главная столица Кимакского каганата.
В городе был главный каганский дворец и крупный кимакский гарнизон, имелись большие базары и храмы.
На юге от Хакан-Кимака находится летняя резиденция Кимакского каганата Имакия.